# Oskar Karpa
Oskar Ernst Walter Karpa (* 24. Januar 1899 in Berlin; † 2. November 1963 in Hannover) war ein deutscher Kunsthistoriker und Denkmalpfleger.

## Ausbildung und Wirken
Oskar Karpa besuchte 1905–1913 die Volksschule in Berlin und schloss 1913–1919 eine Ausbildung als Volksschullehrer in Berlin-Spandau an. Nach seiner Teilnahme 1917–1918 am Ersten Weltkrieg arbeitete er 1919–1926 im Schuldienst der Stadt Berlin als Volksschullehrer. Am 17. April 1926 legte er die Gymnasial-Reifeprüfung ab. Schon 1920–1922 und weiterhin 1926–1929 studierte er in Berlin und in Bonn Kunstgeschichte, Archäologie, Pädagogik und Geschichte. 1929 wurde er bei Paul Clemen mit einer Dissertation über die kölnischen holzgeschnitzten Reliquienbüsten der Hoch- und Spätgotik zum Dr. phil. promoviert. Anschließend war er von Mitte 1929 bis Ende 1935 wissenschaftlicher Hilfsarbeiter im Rheinischen Museumsverband der Rheinprovinz in Düsseldorf und wurde dort 1934 zum Landesverwaltungsrat befördert. Zwischenzeitlich war Karpa 1930–1933 archäologisch in Xanten tätig. Während seiner Zeit im Rheinland leitete Karpa den Ring der Verbände deutscher Heimatmuseen im Deutschen Museumsbund.
Ab Anfang 1936 bis 1945 war Karpa als Landesverwaltungsrat (ab 1941 Landesrat) Leiter der Kulturabteilung und staatlicher Museumspfleger der Provinz Brandenburg, mit Dienstsitz zuletzt in Potsdam. Dort beschäftigte er sich mit Themen des Heimatschutzes, der Denkmalpflege und Inventarisation. Karpa „setzte auf eine zentralistisch kontrollierte Museumsverwaltung“ und wurde geschildert als „ein Mann, der für seine Fachkompetenz, aber auch seinen herrischen, dem Führerprinzip verpflichteten Leitungsstil bekannt war.“ Gemeinsam mit seinem Museumspfleger-Kollegen Georg Mirow koordinierte er bis zum Ende des Zweiten Weltkriegs 1945 auch die Luftschutz-Sicherungsmaßnahmen der Brandenburgischen Heimatmuseen. Gleichzeitig war er in der Lehre tätig, zunächst 1936–1940 als Dozent für Kunstgeschichte am Institut für Archivwissenschaft in Berlin-Dahlem und 1942–1945 als Honorarprofessor für Kunstgeschichte an der Technischen Hochschule Berlin.
Oskar Karpa trat zum 1. Mai 1933 der NSDAP bei (Mitgliedsnummer 1.951.885). In seiner Funktion in der Kulturabteilung der Provinz Brandenburg war er auch ab 1939 Sachverständiger für Kontrolle des Kunstgutes bei jüdischer Abwanderung und ab 1941 Sachverständiger für die Verwertung von Schmuck- und Kunstgegenständen aus jüdischem Besitz. Ab 1941 war er Gauarchivar der NSDAP Mark Brandenburg.
Nach dem Zweiten Weltkrieg musste Karpa im Zuge der Entnazifizierung aus dem Lehrkörper der TH Berlin ausscheiden. Als „in NS-Tätigkeiten verstrickter Wissenschaftler“ war Karpa mit dem 8. Mai 1945 arbeitslos geworden und wechselte noch 1945 „freischaffend“ aus Brandenburg nach Niedersachsen, wo er bis Ende 1949 als Kunstsachverständiger im Kunsthandel in Hannover wirkte.
Am 22. November 1949 wurde Oskar Karpa für zwei Jahre zum Referenten in die Abteilung für Kunst- und Kulturpflege des Niedersächsischen Kultusministeriums bestellt, wo er unter Kultusminister Richard Voigt die Neuordnung der staatlichen Denkmalpflege verfolgte. Ab 1. Dezember 1949 wurde Karpa – als Nachfolger von Hermann Deckert – zum niedersächsischen Landeskonservator berufen, der (in einem Nachruf von Gottfried Kiesow so bezeichneten) „Hauptaufgabe seines Lebens“. „Die schweren Jahre des Krieges und des Neubeginns in Ruinen, die sein Vorgänger Hermann Deckert zu bestehen hatte, waren überwunden, der wirtschaftliche Aufstieg brachte zwar eine sich überstürzende Fülle neuer Aufgaben, bot aber zugleich neue Möglichkeiten.“ Mit Karpas Namen sind in Niedersachsen nach den Zerstörungen des Zweiten Weltkriegs die Wiederaufbauten des Domes und der Michaeliskirche in Hildesheim, der Klosterkirche Amelungsborn, des Rathauses Emden und vieler anderer Bauten eng verbunden. In Karpas Zeit als Landeskonservator fiel auch die verwaltungsmäßige Eingliederung seiner Dienststelle in das Niedersächsische Landesverwaltungsamt und ab 1955 das Wiedererscheinen gedruckter Jahresberichte unter dem neuen Titel „Niedersächsische Denkmalpflege“. Auf seine Initiative hin wurde 1957 die „Vereinigung zur Erhaltung von Wind- und Wassermühlen in Niedersachsen“ gegründet. Neben den fachlichen Beratungen zur praktischen Baudenkmalpflege setzte er als weiteren Schwerpunkt die Fortsetzung der Inventarisation der niedersächsischen Bau- und Kunstdenkmäler, zu der er als Landeskonservator ab 1956 drei Bände der Reihe Die Kunstdenkmale des Landes Niedersachsen herausgab.  Im Nachruf beschrieb Hans Reuther Karpas Amtsführung als „gekennzeichnet durch eine egozentrisch-dynamische Kraft, die einerseits zu beachtlichen Leistungen führte, die mit seinem Namen in Verbindung gebracht werden müssen, andererseits aber auch für viele manche Schwierigkeiten und Konflikte im Gefolge hatten. Oft ergaben sich gerade daraus in gemeinsamem Ringen und Bemühen um die Bewältigung größerer denkmalpflegerischer Aufgaben fruchtbare Lösungen.“
1963 verstarb Oskar Karpa wenige Monate vor seiner Pensionierung an einem zweifachen Herzinfarkt und einem Schlaganfall. Nach dem Tod wurde Karpas Stellvertreter Gustav André bis zum Spätsommer 1964 mit der Führung der Amtsgeschäfte der Dienststelle Landeskonservator betraut, ehe 1964 eine Neuorganisation der niedersächsischen Denkmalverwaltung mit Berufung von Hans Roggenkamp zum Landeskonservator erfolgte.

## Privates
Im Februar 1935 heiratete Oskar Karpa in Blankenburg Ingeborg von Trotha (* 14. Januar 1909 in Otjikondo; † 25. Dezember 1986 in Eschwege, Tochter des Kaufmanns Gebhard von Trotha), mit der er drei Kinder hatte.

## Veröffentlichungen (Auswahl)
- Kölnische Reliquienbüsten der gotischen Zeit aus dem Ursulakreis von ca. 1300 bis ca. 1450. Schwann, Düsseldorf 1934. (Veröffentlichung der Dissertation von 1929)
- Durchgreifende Neugestaltung des Museumswesens in der Rheinprovinz, in: Museumskunde, Band VI, 1934.
- Der Victorsdom zu Xanten. Schwann, Düsseldorf 1934.
- Die Heimatmuseen im Kriege. Kohlhammer, Stuttgart 1940.
- Dom und Liebfrauen zu Trier (Führer zu großen Baudenkmälern, 67). Deutscher Kunstverlag, Berlin 1944.
- Wolfenbüttel (Deutsche Lande – Deutsche Kunst). München/Berlin 1951, 2. Auflage 1965.
- Celle und Wienhausen (Deutsche Lande – Deutsche Kunst). München/Berlin 1953.
- Die Kirche St. Michaelis zu Hildesheim. Gerstenberg, Hildesheim 1961.
- Kloster Loccum, 800 Jahre Zisterzienser Abtei in Niedersachsen. Feesche, Hannover 1963.
- Kunst jenseits der Kunst, Musterschmidt, Göttingen 1963.